# Montipora spumosa
Montipora spumosa is een rifkoralensoort uit de familie van de Acroporidae. De wetenschappelijke naam van de soort werd in 1816 voor het eerst geldig gepubliceerd door Jean-Baptiste de Lamarck.